# Edward Chichester (1er vicomte Chichester)
Pour les articles homonymes, voir Chichester.
Edward Chichester, 1er vicomte Chichester (1568 - 8 juillet 1648) d'Eggesford dans le Devon, est gouverneur de Carrickfergus et Lord High Admiral de Lough Neagh, en Irlande.

## Biographie
Il est le troisième fils de John Chichester (mort en 1569), chevalier, seigneur du manoir de Raleigh, dans la paroisse de Pilton, Devon, à environ trois quarts de mile au nord-est du centre historique de Barnstaple et de sa femme Gertrude Courtenay (1521-1566), une fille de son second mariage de William III Courtenay (1477-1535) "The Great" de Powderham, député de Devon 1529-1535, et un cousin éloigné du comte de Devon. Il est ainsi le frère cadet d'Arthur Chichester (1er baron Chichester) (1563-1625), fondateur de Belfast.
Il est fait chevalier en 1616, et après la mort de son frère en 1625, il est anobli à sa mémoire en tant que baron Chichester, de Belfast, et vicomte Chichester, de Carrickfergus, tous deux dans le comté d'Antrim, tous deux dans la pairie d'Irlande. Il hérite des vastes domaines de son frère ainsi que dans ses fonctions de gouverneur de Carrickfergus et de Lord High Admiral de Lough Neagh. Il siège à la Chambre des lords irlandaise en 1634.

## Mariages et enfants
Edward Chichester se marie deux fois :
- En 1605 à Anne Copleston (1588-1616), fille unique et héritière de John Copleston Esq, (morte en 1606) d'Eggesford et de sa femme Dorothy Biston (morte le 29 juillet 1601)[3]. Ils ont les enfants suivants :
  - Arthur Chichester (1er comte de Donegall) (1606-1674), le fils aîné.
  - John Chichester (mort en 1647), un royaliste pendant la guerre civile[4] qui épouse Mary Jones, fille aînée de Roger Jones (1er vicomte Ranelagh) (d. 1643), un pair irlandais et Lord Président de Connaught[5]
  - Edward Chichester (né en 1611), un royaliste pendant la guerre civile[4] qui épouse Elisabeth Fisher, 5e fille d'Edward Fisher, chevalier[5], ce dernier qui en 1611 a obtenu des lettres patentes du roi Jacques Ier pour de vastes terres à Wexford, en Irlande[6], d'où il expulse la population locale par la force des armes[7]
  - Elizabeth Chichester, fille aînée, épouse de William Wrey, 2e baronnet (1600-1645) de Trebeigh, St Ive, Cornouailles et North Russell, Sourton, Devon, député de Liskeard, Cornouailles en 1624[8]. Son fils aîné est Sir Chichester Wrey, 3e baronnet (1628-1668), de Trebeigh, député de Lostwithiel en Cornouailles. Les 2e et 3e baronnets sont royalistes pendant la guerre civile.
  - Mary Chichester, fille cadette, qui épouse Thomas Wise de Sydenham dans la paroisse de Marystow, Devon, et se remarie à John Harris de Radford[5]
- Après 1616 et avant 1626, comme en témoigne une pierre de date sur Eggesford Barton portant l'inscription : « ECM 1626 »[9], à Mary Denham.

Lord Chichester meurt le 8 juillet 1648 dans son manoir d'Eggesford dans le Devon, où il est enterré.

## Sources
- (en) « Chichester », dans Oxford Dictionary of National Biography, Oxford University Press (lire en ligne ), sur le fils.
- (en) Matthieu Axe, Lesley Chapman et Sharon Miller, The Lost Houses of Eggesford [« Les maisons perdues d'Eggesford »], Eggesford, Eggesford Gardens Ltd., 1995
- Rosemary Lauder, Devon Families, Tiverton, 2002, « Chichester of Hall and Arlington », p. 35-40